# 用友軟件
用友軟件（ようゆうなんけん、ヨンヨウなんけん、中国語: 用友软件、英語：UFIDA Software）は中国北京に本社がある企業で、金山軟件有限などと共に中国最大のソフトウェア会社のひとつである。1988年に設立され、用友会計ソフト、用友ERPソフトなどを販売している。
NTTデータとの合弁会社（西安）を2005年に設立している。 